# Пиометра
Пиометра или пиометритис, гнојно запаљење материце и гнојни ендометритис  јесте инфекција материце изазвана акумулацијом гноја насталог као резултат инфекције садржајем материчне шупљине пиогеним микроорганизмима када је поремећена микрофлора материчне шупљине. Иако је најчешће позната као болест женских паса, она је такође и људска болест. Пиометра је важна болест на коју треба обратити пажњу због изненадне природе болести и смртоносних последица ако се не лечи адекватно и благовремено. Неки је упоређују са акутним запаљењем црвуљка јер су обе болести  у суштини емпијеми унутар трбушних органа.

## Етиологија
Патогени микроорганизми са доминацијом "интринзичне" опортунистичке флоре, нарочито  анаеробних микроорганизама у условима смањене функције имунолошких фактора заштите тела примарни су узрок настанка ове инфекције.
Пиометра се мора разликовати од мањих, повремених накупина течности које се могу открити ултразвуком код акутног ендометритиса. Пиометра се јавља због ометања природног одлива течности из материце, што може бити последица цервикалних адхезија или абнормално суженог, вијугавог или неправилног грлића материце. У неким случајевима, течност се акумулира у одсуству цервикалних лезија, вероватно због смањене способности уклањања ексудата.
Када је ендометријум озбиљно оштећен, што доводи до великог губитка површинског епитела, тешке фиброзе ендометријума и атрофије жлезде, може се приметити продужена лутеална фаза, вероватно због ометања синтезе или ослобађања ПГФ.

### Фактори ризика
Фактори ризика су: атрезија или облитерација цервикалног канала настали као резултат атрофичних промена повезаних са узрастом. 
Пиометра може бити један од главних знакова карцинома ендометријума материце.  

## Клиничка слика
Класични симптоми пиометре су:
- болови у виду грчеве болове у доњем стомаку,
- обилна гнојна пражњења из метерице, понекад са присуством крви,
- висока температура,
- језа, осећај слабости,

Понекад постоји и асимптоматски ток процеса, када је пиометра открива као случајни налаз на  ултразвуку.
Пиометра која је специфична за канцер материце - присустни су болови у виду грчева у доњем делу стомака, који се жире у доње екстремитете, присуство крви у гнојном исцедку (што често указују на присуство туморског процеса и распад туморског ткива).

## Дијагноза
На прегледу материце, по правилу уочавају се трофичне промене везане за узраст: атрофија вагиналне слузокоже, скраћен или уврнут грлић материце; екстензивно отворен цервикални канал, који е тешко визуализовати. Природа пражњења из цервикалног канала може бити различита - од мањих гнојних секреција (што се чешће открива) до обилних смрдљивих гнојних пражњења, или одсутног пражњења. Тело материце је, напротив, увећано, има округао или сферни облик, меку конзистенцију, осетљиву на палпацију. Присуство параметаричних инфилтратора указује на занемарени онколошки процес.
Дијагноза се поставља ретроградном вагинографијом и ултразвуком који откривају једну или више подручја испуњених течношћу поред бешике. Друге методе дијагнозе укључују палпацију абдомена, лабораторијску евалуацију, радиографију и експлоративну лапаротомију.

### Хистероскопија
За сениле пиометре карактеристичне хистероскопског налаза су:
- атрезија спољног отваро или читавог цервикалног канала;
- проширење материчне шупљине;
- присуство у материчној шупљини густог пражњења;
- старосна атрофија ендометријума;
- одсуство патолошких промена.

За рак ендометријума карактеристичне хистероскопског налаза су:
- проширење материчне шупљине;
- присуство у шупљини материце густог пражњења;
- присуство у шупљину материце фокалне атрофије ендометријума и друге абнормалности.

### Биопсија
Циљане биопсије ендометријума хистероскопијом омогућава прецизно постављање дијагнозе.

## Терапија
У случајевима сенилне пиометра, хистероскопија удружена са санацијом материчне шупљине поред дијагностике одличан је и терапеутски метод.  
Циљ лечења пиометре је избацивање гнојног материјала из материце, па се као и код било ког гнојног процеса, прописује одговарајућа терапија антибиотиком, након чега следи третман са нестероидним антиинфламаторним лековима. Према потреби дају се и антиспазмодици. 
У случајевима без одговора, хистеректомија се може урадити након дренаже ексудата из материце, иако је потребна велика пажња да се спречи контаминација перитонеалне шупљине. Операција може бити ризична и због присуства адхезија између материце и околног ткива.
Са потврђивањем карцинома ендометријума - лечење треба наставити у специјализованој онколошкој установи.

## Превенција
Правовремено постављање дијагнозе и примена  терапије замене хормона, има значајну улогу превенција и рана дијагнози карцинома ендометријума.